# Лафејет (Калифорнија)
Лафејет (енгл. Lafayette) град је у америчкој савезној држави Калифорнија. По попису становништва из 2010. у њему је живело 23.893 становника.

## Демографија
Према попису становништва из 2010. у граду је живело 23.893 становника, што је 15 (0,1%) становника мање него 2000. године.
| Група             | 2000.          | 2010.          |
| Белци             | 20.123 (84,2%) | 19.246 (80,6%) |
| Афроамериканци    | 131 (0,5%)     | 166 (0,7%)     |
| Азијати           | 1.967 (8,2%)   | 2.162 (9,0%)   |
| Хиспаноамериканци | 945 (4,0%)     | 1.388 (5,8%)   |
| Укупно            | 23.908         | 23.893         |